# قصور البوقري
قصور البوقري، أحد القصور القديمة الواقعة في الطائف وتعود ملكيتها لأسرة آل بوقري.

## الموقع
حي قروى بالطائف.

## الحدود
- القصر الأول/ يقع في شارع الزمخشري المتعامد مع شارع الجيش الرئيسي.
- القصر الثاني/ يقع في شارع الفارابي  الذي يؤدي إلى شارع الجيش السريع.
- كما توجد قصور أخرى للبوقري على امتداد الشارعين.

### حدود القصر الأول
- من الشمال/ امتداد شارع أسامة بن زيد المؤدي إلى الحرس الوطني.
- من الجنوب/ شارع الزمخشري.
- من الشرق / شارع الجيش السريع.
- من الغرب/ أملاك أخرى للبوقري وغيرهم.

### حدود القصر الثاني
- من الشمال/ شارع الفارابي.
- من الجنوب/  أملاك ملاصقة.
- من الشرق/  أملاك ملاصقة.
- من الغرب/ شارع الإمام أحمد بن حنبل.[1]

## هندسة البناء الخارجي للقصرين
- يتكون القصران من ثلاثة أدوار مبنيسة على نمط الفن المعماري المحلي، وزينت بأعمدة الحجر والبراويز والأقواس. بواباتهما فهما ذات شكل جمالي مقتبس من العمارة والزخرفة الإسلامية والرومانية.[2]

## هندسة القصرين الداخلية
كلا القصرين مكسوان بالنوره ، وتم الإبقاء على الألوان الطبيعية للحجر المحلي بينما طليت جدارنها بالجص وكل ذلك بجهد يدوي من عمال مهرة من الوطنيين والوافدين إبان موسم الحج.

### القصر الأول
ويقع في شارع الزمخشري ويتميز بناؤه من الداخل بالآتي:
- كثرة الغرف الواسعة وتبلغ حوالي 25 غرفة.
- الحمامات العتيقة وعددها ستة.
- تحيط بالأسطح والمطابخ  -يبلغ عدد الطابخ4- أسوار مزركشة ومنقوشة يدويًا بمهارة.
- تتميز الشبابيك الخشبية بأنها مشغولة بدراسة وخبرة محلية وتركية وهندية وتتجاوز الثلاثين شباكًا.[3]

### القصر الثاني
يقع في شارع الفارابي، ويمتاز بناؤه الداخلي بالآتي:
- اتساع المساحات في الهيكل العام والأسوار.
- تتميز بوابته بوجود الأعمدة الحجرية.
- بنيت الدواوين الداخلية وما يلتصق بها من أروقة من الحجر والرخام.
- كثرة الغرف الواسعة التي تتجاوز الأربعين غرفة.
- تكثر به الفناءات التي بنيت لتكون أشبه بأحواض وحقول للورود والزهور.
- تم توظيف نمط العمارة الإسلامية المميزة والمحلية المستقلة في شخصيتها وهويتها عند بناء الأسطح والمطابخ(عدد6) والحمامات (عدد10).
- يبلغ عدد شبابيك القصر قرابة 40 شباكًا وقد صنعت من خشب الزان إلى جانب بعض المشربيات.
- بنيت أسقف القصر من الحجر إلى جانب خشب العرعر.[3]

## التكوين الجمالي للقصرين
- جاءت التشكيلات والزخارف العمرانية موافقة لهندسة البناء الإسلامي.
- توجد على الشبابيك والبوابات والمشربيات أخشاب محفورة.
- توجد على الأعمدة والأقواس والبراويز بالدواوين والأروقة نقوش يدوية.[4]

## مواد البناء
- الحجر.
- النوره.
- خشب الزان والعرعر.
- الرخام.
- البطحاء.[4]

## انظر ايضاً
- قصر شبرا (الطائف)
- بيت الكاتب
- قصر الصيرفي

## وصلات خارجية
- قصور الطائف.. سكن الملوك وشواهد العمارة والتاريخ